# Dr. Byrds & Mr. Hyde
Dr. Byrds & Mr. Hyde is het zevende studioalbum van de Amerikaanse band The Byrds. De band speelt op dit album een mengeling van countryrock en psychedelische rock. 

## Achtergrond
Door de combinatie van deze twee muziekstijlen is eigenlijk sprake van een gespleten persoonlijkheid, zoals ook voorkomt in het boek Strange Case of Dr. Jekyll and Mr. Hyde van de schotse schrijver Robert Louis Stevenson, waar het album naar genoemd is. Het album opent met This Wheel's on Fire, dat is geschreven door Bob Dylan en Rick Danko (van The Band) en staat ook op het eerste album van The Band, getiteld Music from Big Pink. De meeste andere nummer zijn (deels) geschreven door (oud-)leden van The Byrds.
Bad night at the whiskey en This Wheel's on Fire zijn psychedelische nummers en Nashville West, Old blue en Drug store truck drivin’man zijn countrysongs. Het album eindigt met een medley, die bestaat uit drie delen: het bekende Dylan-nummer My back pages, dat ook een succesvolle single was van the Byrds, het instrumentale bluesrocknummer B.J. Blues (geschreven door de bandleden) en een jamversie van Baby what you want me to do, dat oorspronkelijk is geschreven door Jimmy Reed. 
Drug store truck drivin’ man gaat over DJ Ralph Emery, die nogal vijandig op the Byrds reageerde toen ze verschenen in zijn radioprogramma. Het lied werd op het Woodstock Festival gezongen door Joan Baez, die het opdroeg aan de toenmalige gouverneur van Californië en latere President van de Verenigde Staten, Ronald Reagan. 
Dit album werd opgenomen door een geheel nieuwe bezetting van The Byrds. Om te voorkomen dat de luisteraars in verwarring kwamen door allemaal nieuwe zangstemmen, werden alle nummers op dit album gezongen door Roger McGuinn.

## Tracklist

### Kant 1
| Nr. | Titel                                                    | Duur |
| --- | -------------------------------------------------------- | ---- |
| 1.  | This wheel ’s on fire (Bob Dylan, Rick Danko)            | 4:44 |
| 2.  | Old blue (traditional, arrangement Roger McGuinn)        | 3:21 |
| 3.  | Your gentle way of loving me (Gib Guilbeau, Gary Paxton) | 2:35 |
| 4.  | Child of the universe (Dave Grusin, Roger McGuinn)       | 3:15 |
| 5.  | Nashville west (Gene Parsons, Clarence White)            | 2:29 |

### Kant 2
| Nr. | Titel | Duur |
| --- | --- | ---- |
| 1.  | Drug store truck drivin’ man (Roger McGuinn, Gram Parsons)                                                                                   | 3:53 |
| 2.  | King apathy III (Roger McGuinn) | 3:00 |
| 3.  | Candy (Roger McGuinn, John York) | 3:01 |
| 4.  | Bad night at the whiskey (Roger McGuinn, Joseph Richards)                                                                                    | 3:23 |
| 5.  | Medley: My back pages/B.J. Blues/Baby what you want me to do (Bob Dylan, Roger McGuinn, John York, Gene Parsons, Clarence White, Jimmy Reed) | 4:08 |

### Bonustracks
Dit album is in maart 1997 heruitgebracht op CD met 5 bonustracks. 
| Nr. | Titel | Duur |
| --- | --- | ---- |
| 1.  | Stanley ‘s song (Roger McGuinn, Robert J. Hipard) | 3:12 |
| 2.  | Lay lady lay (alternatieve versie) (Bob Dylan) | 3:18 |
| 3.  | This wheel ’s on fire (alternatieve versie) (Bob Dylan, Rick Danko)                                                                                                | 3:53 |
| 4.  | Medley: My back pages/B.J. Blues/Baby what you want me to do (alternatieve versie) (Bob Dylan, Roger McGuinn, John York, Gene Parsons, Clarence White, Jimmy Reed) | 4:18 |
| 5.  | Nashville West (alternatieve versie) (Gene Parsons, Clarence White)                                                                                                | 2:04 |

## Muzikanten

### The Byrds
Na de opnames van het vorige album Sweetheart of the Rodeo bestond The Byrds nog slechts uit Roger McGuinn (gitaar en zang), bassist Chris Hillman en drummer Kevin Kelley. Omdat ze concertverplichtingen moesten nakomen, was het nodig om op korte termijn nieuwe muzikanten te vinden. 
De bluegrass gitarist Clarence White, die al als sessiemuzikant had meegespeeld op de vorige drie albums van The Byrds, kwam de band versterken. White was echter ontevreden over Kelley en overtuigde de andere bandleden dat de drummer moest worden vervangen door Gene Parsons (geen familie van Gram Parsons). Nog geen maand later vertrok Chris Hillman, om samen met Gram Parsons The Flying Burrito Brothers op te richten. Hij werd vervangen door John York, een sessiemuzikant die eerder had gespeeld met Johnny Rivers en The Mamas and the Papas. 
De bezetting op dit album is: 
- Roger McGuinn-zang, gitaar
- Clarence White-gitaar, achtergrondzang
- Gene Parsons-drumstel, mondharmonica, banjo
- John York-basgitaar, achtergrondzang

### Gastmuzikant
- Lloyd Green-steelgitaar op Drug store truck drivin' man.

## Album
De opnames vonden deels plaats in de Columbia Studios in Hollywood Californië (van 7 tot en met 16 oktober en 4 december  1968) en in Columbia Studios, Nashville (Tennessee) (21 oktober 1968). Dit album is uitgebracht op 5 maart 1969 in de Verenigde Staten en op 25 april 1969 in het Verenigd Koninkrijk. 
Dit album kwam niet hoger dan # 153 op de Amerikaanse Billboard albumcharts. Het album bereikte in het Verenigd Koninkrijk # 15. De single 'Bad night at the whiskey/Drug store truck drivin' man werd uitgebracht op 7 januari 1969, maar wist de charts in de Verenigde Staten en het Verenigd Koninkrijk niet te halen. 